# Beautiful Losers (documental)
Beautiful Losers es un documental del año 2008 dirigido por Aaron Rose y codirigido por Joshua Leonard. Cuenta con la particupación de varios artistas, entre ellos Harmony Korine, escritor de películas independientes de culto como Kids y Gummo. Fue estrenada en el festival South by Southwest en marzo de 2008, y en Nueva York en agosto del mismo año.

## Temática
La cinta se centra en la carrera y el trabajo de un grupo de artistas que desde la década de 1990 comenzó un movimiento en el mundo del arte utilizando la estética do it yourself del skateboarding, grafiti y la música underground como el punk rock y el hip-hop. Algunos de los artistas que aparecen en el documental son Thomas Campbell, Cheryl Dunn, Shepard Fairey, Harmony Korine, Geoff McFetridge, Barry McGee, Margaret Kilgallen, Mike Mills, Steven "Espo" Powers, Aaron Rose, Ed Templeton y Deanna Templeton.
Una serie de entrevistas con estos artistas explica sus ideas detrás de su estilo de arte urbano "do-it-yourself". Algunos de esos artistas hablan sobre su crecimiento hacia la cultura artística popular y explican cómo volverse renombrados y admirados en el mundo artístico fue algo que nunca les ocurrió mientras se encontraban haciendo arte callejero o creando arte para ellos mismos. Muchos de los artistas que comenzaron a ser reconocibles hablan sobre una serie de éxitos comerciales: creando publicidades para productos populares, diseñando productos ellos mismos, trabajando en el cine y siendo contratados para pintar y crear piezas artísticas en sitios conocidos. También se habla de los sentimientos y convicciones de algunos de los artistas y cómo crear trabajos para corporaciones se compara con sus comienzos en la cultura callejera. La película muestra a los artistas por fuera del reino del arte contemporáneo.